# Biznaga malagueña

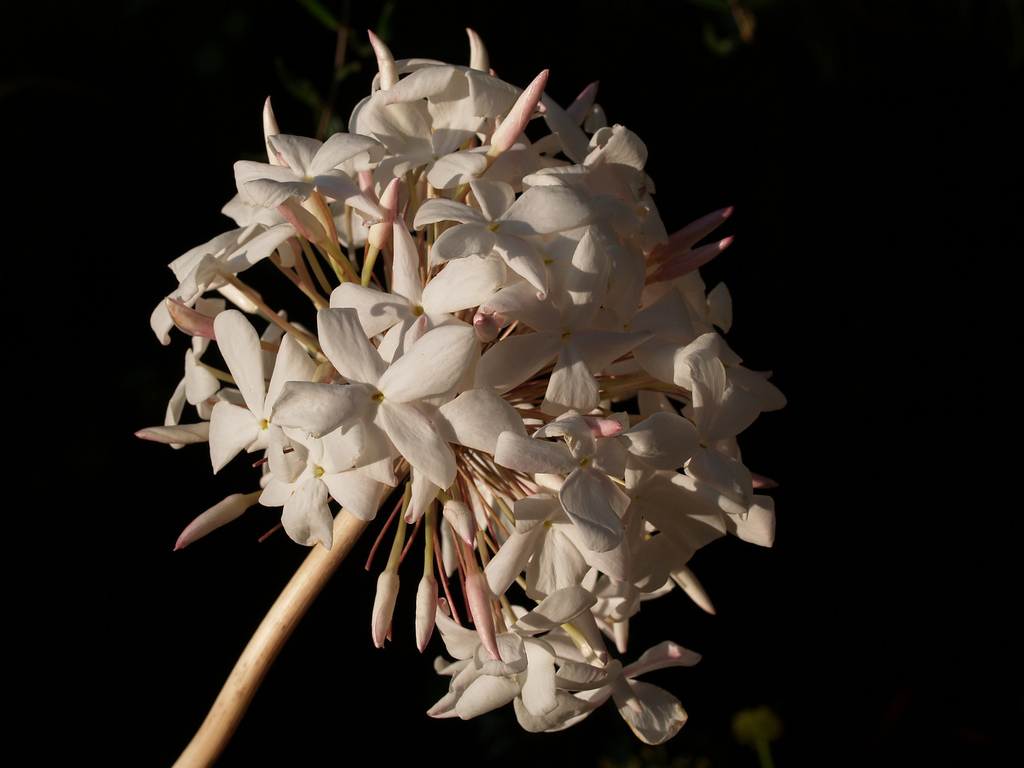
Biznaga.

Se conoce popularmente como biznaga al ramillete de jazmines en forma de bola de laboriosa elaboración que en verano se suelen vender por las calles de Málaga (España). 
Además de su belleza y su perfume, se dice que las biznagas sirven para ahuyentar a los mosquitos en las noches de verano.[cita requerida]
La biznaga es, junto con el cenachero y el boquerón, uno de los símbolos populares de la capital de la Costa del Sol.[cita requerida] Como ejemplo de ello, la Biznaga de Oro es el principal galardón en el Festival de Cine Español de Málaga. Mientras que el vendedor de biznagas fue representado en la estatua del biznaguero de Jaime Fernández Pimentel que se encuentra en los Jardines de Pedro Luis Alonso.

## Confección de la biznaga
Meses antes del verano, se recolecta una especie de cardo silvestre llamado nerdo (Ammi visnaga) cuando aún está verde, que servirá de esqueleto de la biznaga. Tras quitarle las hojas y ramas que sobran para dejar tan solo el tallo principal y sus correspondientes pinchos, se deja secar hasta que obtenga un color beis y se ponga duro. A continuación, se recortan el tallo y las puntas. Se recogen los jazmines en las tardes de verano antes de que estos se abran, para que sea fácil introducirlos uno a uno en los pinchos del esqueleto. Al llegar la noche, estos jazmines se abrirán, dando así la característica forma de la biznaga y su olor.
El biznaguero porta las biznagas sobre una penca (cladodio de chumbera) despojada de todos sus pinchos, utilizada a modo de base para colocar las biznagas. Esta es la presentación tradicional para su posterior venta.